# Skardelli György
Skardelli György (Budapest, 1955. szeptember 8. –) Kossuth- és Ybl Miklós-díjas magyar építész, érdemes művész.

## Életpályája
Budapesten született. Apai nagyapja kőműves volt – főpallér – Zalaegerszegen, édesapja a kőműves iskola után építész diplomát szerzett. Skardelli a budapesti Móricz Zsigmond Gimnáziumban matematika tagozaton érettségizett, matematika tanára indította a Műegyetem felé, de a humán tudományok, a történelem és az irodalom iránti érdeklődése szerepet játszott abban, hogy nem mérnök karra jelentkezett. A BME Építészmérnöki Karán Reischl Antal és Kaszás Károly oktatói szellemisége hatott rá a legerősebben, Kaszást vallja első mesterének. Vele készítette a diplomamunkáját. Kimagasló pályatársakkal együtt végzett, évfolyamtársa volt többek között Balázs Mihály, Czigány Tamás, Fekete Antal, Guczogi György, Karácsony Tamás, Makrai Sándor, Posgay Eszter, Potzner Ferenc, Sugár Péter.
A diploma megszerzése után, 1980-ban rögtön a Köztibe került, tanulmányi szerződéssel két év tervezői munkát vállalt a statika osztályon. Hübner Tibor, Majd Szabados László mellett fél évig Nigériában dolgozott a kanói stadion tervezési munkáin. Egy év után, 1981-ben Dobozi Miklós építész műtermébe került mint építész tervező, és egészen 1990-ig itt dolgozott. Több pályázat kidolgozásában vett részt Zalaváry Lajos tervező csapatában. Közben 1986-tól elvégezte a Mesteriskolát, itt Dobó János, Janáky István, Turányi Gábor Varga Levente, és Roth János voltak a mesterei.
1990-ben önálló műtermet kapott a Köztiben. Első jelentős önálló megvalósult munkája a kőszegi SOS Gyermekfalu tervezése volt. 1998-ban Phenjanban (Észak-Korea), 2000-ben Abujában (Nigéria) tervezte Magyarország nagykövetségének épületét. 2000-ben az Új Nemzeti Színház tervpályázatán óriási szakmai és közönségsikert aratott a Dunára helyezett üveghéj alá vitt színház tervével. Legnagyobb szakmai eredményei a Knorr-Bremse Kutatási Központ (1999), a pécsi Gandhi Alapítványi Gimnázium (2002), a budapesti Sportaréna (2003), a Pannonhalmi Főapátság fogadóépülete (2004), valamint az új Puskás Ferenc Stadion koncepció, építésengedélyezési és kiviteli tervei (2013-15). 1997-ben Ybl-díjat kapott, 2009-ben ő kapta az építészeti Prima Primissima kitüntetést. 2012-ben saját tervezővállalata, a Közti tőle kérte új székházának megtervezését.
Tervezői tevékenysége mellett a Központi Tervtanács és más szakmai szervezetek tagja, részt vesz a Budapesti Műszaki Egyetem, valamint a győri Szent István Egyetem Építészkarának diplomabizottságában, az MTA Széchenyi Irodalmi és Művészeti Akadémiájának és a Magyar Művészeti Akadémia rendes tagja. 2016-tól a Nemzeti Kulturális Alap Bizottságában az építőművészetet képviselő tag.

## Munkássága
Igazi mesterektől tanult, és ez egész pályáját meghatározza. Friss diplomásként került be a Köztibe, ahol szinte azonnal felfigyelt rá Zalaváry Lajos, és a rá következő néhány év pályázatokban való közös munkával telt. A pályázatra tervezés olyan szakmai iskola, ahol a fiatal építész elsajátíthatja a koncepció és a részletek pontos összehangolását, ahol nem éli át azt a kudarcot, hogy a kivitelezői gyakorlatban felismerhetetlen lesz az épületet formáló alapgondolat. Ez egyfajta kemény elköteleződést ad a tervezőnek, anélkül, hogy vállalhatatlan kompromisszumokat kellene kötnie. Megélheti a koncepció érvényességét, a korra és a helyzetre adott válaszainak sikerét. A pályázati megmérettetésekkel induló pálya Skardellit megerősítette építészeti attitűdjének helyességében.
Mire az 1990-es évek elején önálló műterme lett a Köztiben, mesterei mellett – és a Mesteriskola elvégzésével – megszerezte a tervezői magabiztosságot és a szakma megkívánta gyakorlati tapasztalatokat. Sokféle feladattal találkozott, sokféle megbízói elvárásnak kellett megfelelnie. Kedvező helyzetbe került azáltal is, hogy első önálló tervezéseit külföldi cégeknek, szervezeteknek készítette, így hamar találkozott a nemzetközi színvonallal, a magasabb elvárást támasztó külföldi megbízói attitűddel. Nem kötelezte el magát egyetlen kortárs stílusirányzat mellett sem. Karakteres építészete mindig az adott feladatból indul ki, az épülettel nem üzenni akar, hanem szolgálni, a házai emberi viszonyokat jelenítenek meg a térben. Ugyanakkor szintetikus látásmódja, humán műveltsége és szimbolikus érzékenysége minden épületében olyan megoldásokat eredményez, amelyek nem a funkció szenvtelen, neutrális kibontása mellett jól befogadható, érzelmeket is megmozgató műalkotásokká avatják a házakat. Lendületes, gyakran merészen ívelő formái, nagyvonalú telepítési koncepciói, az építészeti értékek megőrzése és a helyes léptékben szem előtt tartása azok az alapfogalmak, amelyek Skardelli szinte minden munkájában tetten érhetők. Időrendben haladva, a legfontosabb épületek bemutatásával közelebb jutunk az életmű megértéséhez.

### Szakmai közéleti szerepvállalás
- 1998-2012 a Fővárosi Tervtanács tagja
- 2004-től az Újbudai Tervtanács tagja
- 2007-től a Központi Tervtanács tagja
- 2005-2007 az Ybl – díj bizottság tagja
- 2004-től BME Építészmérnöki kar, Diploma bizottsági tag
- 2006-2008 az NKA építész kollégiumának tagja
- 2007-től Győr, SZIE, Diploma bizottsági tag – elnök
- 2007-től BME Építészmérnöki kar, Diploma bizottsági elnök
- 2010-től MTA Széchenyi Irodalmi és Művészeti Akadémiai rendes tag
- 2013-tól Magyar Művészeti Akadémiai rendes tag
- 2016-tól az NKA Bizottságának tagja

### Épületek
- 1989 GM Szakközépiskola bővítése, Eger
- 1993 SOS Gyermekfalu, Kőszeg[3] (Torday Krisztinával)
- 1996 Városi Sportcsarnok, Szentes[3]
- 1998 Magyar Köztársaság Nagykövetsége, Phenjan, KNDK[3]
- 1999 Knorr-Bremse Kutatási és Fejlesztési Központ, Budapest[3]
- 2000 Magyar Köztársaság Nagykövetsége, Abuja, Nigéria[3]
- 2002 Gandhi Alapítványi Gimnázium és Tornacsarnok, Pécs[3]
- 2003 Budapest Sportaréna és Városi tér[3] (Pottyondy Péterrel és Gáspár Lászlóval, Lázár Ferenccel)
- 2004 Pannonhalmi Főapátság, Fogadó Épület és turistaút[3] (Tt: Lázár Ferenccel)
- 2005 Sopron, Innovációs Központ[3]
- 2007 Ercsi, Food Express konyhaüzem (Gáspár Lászlóval)
- 2008 Budapest Sportaréna, Új fogyasztói terasz kialakítása és a
  - Logó torony bővítése
- 2009- Budapest, Baross tér, Galéria irodaház (leállított építkezés)
- 2009-2013 Budapest, Kálvin tér térfelszíni kialakítása
- 2012 Közti Zrt új székháza, átépítés, Budapest Lublói u. 2.
- 2016 Füzér, Alsóvár (Tt: Kelemen Bálint)
- 2017- Budapest, Belvárosi Sportközpont, koncepció,

építésengedélyezési és kiviteli terv – építés alatt (Borbély Andrással)
- 2018 NKE, Ludovika Aréna, Lőtér, Tóparti épület, Szabadtéri Sportpályák
- 2019 Budapest, Puskás Aréna
- 2019–2021 MVM Dome, koncepció,

építésengedélyezési és kiviteli terv

### Tervpályázatok
Mesteriskola 1986-1988
- Sajószentpéter, városközpont és tanácsháza – I. díj (megoszt.)

(Juhari Katalin – mester: Dobó János)
- Miskolc, Képzőművészeti Szakközépiskola – I. díj (megoszt.)

(Juhari Katalin – mester: Janáky István)
- Budapest, Tölgyfa u. BKV üzemépület hasznosítása – I. díj

(Juhari Katalin – mester: Turányi Gábor)
- Putnok, Városközpont és kastély hasznosítása – I. díj (megoszt.)

(mester: Varga Levente)
- Kunszentmárton, Zsinagóga hasznosítása – I. díj

(mester: Róth János)

### Országos és meghívásos pályázatok
- Eger, Szarvas tér és környéke, 1981 – megvétel

(Dúl Éva, Makrai Sándor)
- Hagyományőrző falusi lakóházak, 1982 – II. díj

(Dúl Éva, Makrai Sándor)
- Budapest, SZOT szálloda, 1984 – megvétel

(Mikó László)
- Parádfürdő, Úttörő tábor, 1985 – II. díj

(Mikó László, Radics János)
- Budapest, Nyugati pályaudvar rekonstrukciója, Utasellátó étterem és Kulturális központ 1986 – megbízás (Radics Jánossal és Mikó Lászlóval)
- Kőszeg, SOS Gyermekfalu (Torday Krisztina), 1991 – I. díj, megbízás
- Szentes, Városi Sportcsarnok, 1993 – megbízás
- Phenjan, Magyar Köztársaság Nagykövetség, 1994 – I. díj, megbízás
- Pécs, Gandhi Alapítványi Gimnázium és Tornacsarnok 1995 – I. díj, megbízás
- Abuja, Magyar Köztársaság Nigériai Nagykövetsége 1997 – I. díj, megbízás
- Hannover, Világkiállítási pavilon, 1999 – II. díj
- Veszprém, Megyei Levéltár, 1999 – megvétel
- Budapest, Nemzeti Színház, felkérés, 2000 – meghívási díj
- Budapest, Millenniumi Városközpont, 2000 – I. díj
- Hídfő ház – Modern Művészetek Múzeuma
- Sopron, Innovációs Központ, 2000 -I. díj, megbízás
- Tatabánya, Jászai Mari Színház, 2003 -megvétel
- Ferihegy, Multifunkcionális épület, 2003 -megvétel
- Budapest, Haller-kapu építészeti kialakítása, 2003 -III díj
- Washington, Magyar Köztársaság Nagykövetsége, 2004 – II díj
- Budapest, Hajós Alfréd NSU, 2004 -III díj
- Budapest Corvinus Egyetem, PPP pályázat, 2004-05
- Pannonhalma Főapátság, Látogatói fogadás új épülete, 2006
- Szentendre, Új köztemető, 2008 -megvétel
- Szeged, Agóra Pólus, 2009 -költségtérítés
- Székesfehérvár, Nemzeti Emlékhely, 2009 -III. díj
- Budapest, Magyar Nemzeti Múzeum, 2010
- Lipeck, Oroszország, Sport és szabadidő központ, 2010 -I. díj

(Kószó József, 4D Stúdió)
- Budapest, NKE Sportközpont és környezete, 2012 -I. díj, megbízás
- Budapest, Az Istvánmező rehabilitációs programjához kapcsolódó városépítészeti koncepció kialakítása
- Gerecse kapuja, Tatabánya, 2014 -I. díj
- Liget Budapest Néprajzi Múzeum, 2016
- Rózsadomb Panoráma Projekt, 2016 -IV. díj

### Előadások, kiállítások, média megjelenések
- BME, Bercsényi Kollégium, előadás 2002
- Unokáink is látni fogják, Osskó Judit, MTV, 2003
- Építészeti jelek Budapesten, beszélgetés a Mindentudás Egyetemén, 2004, MTV
- Pannonhalmi Főapátság, Tárgyszerű építészet, előadás 2004
- Mai magyar építőmesterek, MTV, 2007
- Leporelló, kiállítás, N&n galéria galéria 2008
- BME, Kortárs építész műhelyek, előadás 2008
- Záróra – Beszélgetés Veiszer Alindával, MTV, 2009
- A nap vendége, Beszélgetés Lakatos Lászlóval, Gazdasági Rádió, 2009
- „12 év”; DÉL-DUNÁNTÚL ÉPÍTÉSZETE A 21. SZÁZAD ELEJÉN / TÁRLAT A RÉGIÓ ÉPÍTÉSZETÉRŐL PÉCS, 2010
- Megálló, kiállítás – Szentiványi János fotói, Ól Galéria, Dörgicse, 2010
- Gyökerek, kiállítás – beszélgetés, Hegyvidék galéria 2011
- PTE, Építészet ma, előadás 2011
- BME, Kultúra és építészet, előadás 2011
- Pannonhalmi Főapátság, Kortárs építészet, kiállítás, 2011
- MÉSZ Mai magyar építészet, Peking, kiállítás, 2011
- Jelentés a harcvonalból, MTA Széchenyi Irodalmi és Művészeti Akadémia, székfoglaló kiállítás, 2012
- Nyugat-Magyarországi Egyetem, előadás 2013
- Pesti Vármegyeháza, Építészet és műemlékvédelem, Emlék – hely, előadás, 2014
- Építészkorzó MTV1 2014
- I. Építészeti Nemzeti Szalon – 100% kreativitás, Műcsarnok, 2014
- Történetem – történelem – Beszélgetés Vas István Zoltánnal, Lánchíd rádió, 2014
- Interjú – Beszélgetés Thuróczy Richárddal, Juventus rádió, 2015
- Egyetlen szál – Magyar Művészeti Akadémia, székfoglaló előadás, 2016
- A múlt pilonjain a jövő – Beszélgetés Thury Gáborral, Nemzeti Sport, 2016
- Magyarul Balóval a Ligetről – Kerekasztal beszélgetés, RTL Klub, 2016
- Így születik újjá a Puskás Stadion – Beszélgetés Mezei Dániellel és Kendik Gézával, Archichat,Trend FM, 2016
- Puskás Ferenc Stadion, Graphisoft, PRIMUS hajó – előadás, 2016
- Puskás Ferenc Stadion, Madrid, spanyol építész kamara – előadás, 2016
- Puskás Ferenc Stadion, BME, Virtuál és Valóság – előadás, 2018
- Puskás Ferenc Stadion, Kecskemét, IDEA konferencia – előadás, 2018
- NKE Sportközpont, Nemzetközi Építészkongresszus – előadás, 2018
- MMA, Élő műemlék -Rekonstrukció, de hogyan? A füzéri Alsóvár – előadás, 2018
- BME, VIII. Épületszerkezeti Konferencia, Puskás Ferenc Stadion – előadás, 2018
- Utcafront – Beszélgetés Rózsa Péterrel, Klub rádió, 2018
- Törzsasztal – Beszélgetés Szabó Zoltán Attilával, FIX TV, 2019
- Nemzetközi Építészkongresszus, NKE, Ludovika Aréna – előadás, 2019
- Karcolat – Beszélgetés Bálint Istvánnal, Karc Fm, 2019
- Duett – Beszélgetés Krassó Lászlóval, Hegyvidék TV, 2019
- Puskás Ferenc Stadion – előadás, épületbejárás, BME Középülettervezési Tanszék, 2019
- Puskás Ferenc Stadion – előadás, épületbejárás, Budapesti Építész Kamara, 2019
- A folytonosság varázsa, Puskás Aréna, az új nemzeti stadion, MTA Műszaki
- Tudományok Osztály – előadás, 2019
- Puskás Ferenc Stadion, – előadás, Magyar Mérnök Kamara, 2019
- Puskás Ferenc Stadion – beszélgetés Fazekas Erzsébettel, SPORT TV, 2019
- Puskás Ferenc Stadion – előadás, bejárás, Magyar Újságíró Szövetség, 2019
- Puskás Ferenc Stadion – előadás, OKF konferencia, Balatonföldvár, 2019
- Puskás Ferenc Stadion – interjú, Kossuth Rádió, 2019
- Puskás Ferenc Stadion – interjú, Karc Fm, 2019
- InfoRádió – Aréna – beszélgetés Kocsonya Zoltánnal, 2019
- Klubrádió – Megbeszéljük – interjú Bolgár Györggyel, 2019
- Puskás Aréna – előadás, Építészkongresszus, Budapest, Puskás Aréna, 2020

## Díjai, elismerései
- 1997 – Ybl Miklós-díj[3]
- 2001 – Pro Architectura díj[3]
- 2002 – Pro Architectura (XI ker.) díj[3]
- 2003 – Budapest Építészeti Nívódíj[3]
- 2005 – Winkler Oszkár Emlékplakett,[3] Sopron
- 2009 – Építészeti Príma Primissima díj[3]
- 2019 – Érdemes művész
- 2020 – Kossuth-díj